# 猿岩石
猿岩石（日语：／ Saruganseki）是一個活躍於1994年至2004年之間的日本搞笑組合，解散前所屬藝能事務所為太田製作。

## 成員
| 本名     | 讀音              | 出生日期（年齡） | 出身地     | 角色配置 |
| -------- | ----------------- | ---------------- | ---------- | -------- |
| 有吉弘行 | Ariyoshi Hiroiki  | 1974年5月31日    | 日本廣島縣 | 耍白癡   |
| 森脇和成 | Moriwaki Kazunari | 1974年8月1日     | 日本廣島縣 | 吐槽     |

## 組合名字由來
組合名字「猿岩石」最早源自有吉和森脇的中學時代，當時兩人為他們一直單戀著的兩個女孩們取了諢名——「猿女房」和「痣岩石」（ほくろ痣岩石）。「猿女房」是有吉其中一個暗戀的女孩，但她卻「跟樣子像猿猴般的男生」約會，令他對她又愛又恨，於是便給她取了這個名字；而「痣岩石」則是指森脇喜歡的一個「臉上有一顆看似岩石的痣」的女生，其後兩人把這兩個諢名合起來便成為了「猿岩石」。

## 歷史

### 成立背景和初期發展
有吉弘行自小已經以搞笑藝人為志向，在學校班上也一直是最幽默的人，也與從小學開始到高中二年級都是同級生的森脇和成十分要好，然而森脇在高中二年級時因為成績欠佳，變成了暴走族，擅自中途退學，過著吃不飽的洋基青年生活。相反，有吉則順利從高中畢業，還找到了一份薪金不錯的工作，不過心裡依然以踏進藝能界為目標。1993年，有吉弘行在吉本興業旗下搞笑組合「All巨人」之下當弟子半年後回到家鄉廣島，在1994年4月找回森脇結成組合，並命名為「猿岩石」。1994年6月，兩人一起從廣島縣乘巴士上京（東京），並於抵達東京後在小石川後樂園附近露宿。兩人在東京這段期間的生活其後被收錄在《猿岩石裏日記》中。

### 《前進！電波少年》順風車時代
1996年4月，猿岩石通過了甄選，並在綜藝節目《前進！電波少年》的企劃「上當」（だまされて）中被帶到了香港。在此之前進行的甄選中，所有有意參加企劃的人都對內容一無所知，參加者還包括香蕉人和劇團一人等不同搞笑藝人，但最終只有猿岩石和TIM獲得參與此系列企劃的機會。兩人在抵達香港後被告知目標是要從香港「乘順風車到英國去」，並獲發十萬日圓，但之後的生活費都要靠自己打工賺取，因此他們曾為了儲錢繼續旅程而兩、三天不吃飯，還曾經有過丟失護照、跟蛇一同露宿和十天不洗澡等經歷。有吉在2010年的訪問中憶述指，「在做那個節目時的艱辛是現在無法想像的，每個月可以瘦下13公斤，更曾經一度想過『死掉更好』，打算我們兩人猜拳，然後猜輸的人就去跳車自殺造成事故，好結束這個企劃。」雖然當時工作人員應該曾經告訴他們「什麼時候都可以放棄這個企劃」，但是兩人最終並未作出此決定，《電波少年》在兩人經過整個旅程中最辛苦的部分——印度後，人氣更不斷上升，成為全國國民的飯後話題，節目收視一度突破20%。在那段期間，猿岩石的主頁瀏覽量突破三百萬，名人藤井郁彌和深津繪里更成為了他們的粉絲。為了鼓勵兩人，節目特地邀請爆風Slump的主音到中野太陽廣場演唱應援歌曲「旅人啊 〜The Longest Journey」（旅人よ 〜The Longest Journey）。雖然過程艱苦，但猿岩石最終也堅持到尾，整個旅程從1996年4月開始到1996年10月共計190日，兩人搭便車經過22,000公里路程抵達目的地英國倫敦，記錄該次旅程的《猿岩石日記》系列銷量累計達250萬本。

### 人氣絕頂時代、經典名曲《像白雲一樣》
兩人在回到日本時受到了近百名支持者歡迎，在此之後於西武球場舉辦的「凱旋回歸演唱會」入場人數達三萬人，邀請兩人出席活動和拍攝各種劇集節目的邀請也不斷隨之而來，更在1996年12月21日踏進音樂界，推出由秋元康製作、藤井尚之作曲和藤井郁彌填詞的經典名曲《像白雲一樣》。單曲在發售首週僅名列Oricon週榜第23名，不過隨後銷量直線上升，最終共計賣出114萬張，成為百萬歌曲。猿岩石在1997年的全日本有線放送大獎中擊敗廣末涼子和知念里奈奪得新人獎，令娛樂圈為之驚訝。
在2007年9月17日於TBS播放的《香蕉人的香蕉月亮》中，搞笑組合香蕉人向有吉透露當年猿岩石有一次出席了一個學園祭，而當時隨行的香蕉人由於尚未成名，於是被安排坐在另一輛假裝載有猿岩石的私家車上以引開粉絲視線，避免造成混亂，但此事卻令當中一名同樣隨行的後輩感到被屈辱。節目也提到當初兩人歸國後，另外一個知名度較低的搞笑組合TKO打算到猿岩石的更衣室祝賀，但卻被有吉誤會為要向他們借錢而被警衛驅趕，不過雙方關係並未因此而變差。雖然當年猿岩石經常受媒體關注，但關於兩人的醜聞卻少之又少，因此同樣身為搞笑藝人的小園浩己認為此情況「非常罕見」、而另一名搞笑藝人森脇健兒則指「這樣著名的明星是不可能有醜聞的。」
猿岩石在該段時期從電視節目中得到的出演費僅為數額不大的固定薪金，但是兩人從其作品和書籍獲得的出版税數值也頗為可觀，組合在人氣達到頂峰的時期每月收入最高可達2,000萬日圓，相比起剛出道時的月入五萬日圓出現大幅增加，工作之繁多令他們一年只有兩天假期可以休息。

### 回歸家鄉廣島、本地化
回到了家鄉廣島後，猿岩石在當地的電視台中国放送成為了1997年開始播放的綜藝節目《KEN-JIN》之常規出演藝人。當初猿岩石在日本全國都接到許多節目常規出演的請求，但隨著人氣回落，常規出演的節目迅速減少，結果變回了廣島的地區性藝人。在那段時間，二手CD店出現大量被放售的《像白雲一樣》唱片，兩人的薪金也從定期支付的定額制改成了佣金制，收入大幅減少。
2000年4月到2001年3月，猿岩石在進研研討會中學講座雜誌的讀者角中開始了專欄連載，以圖文並茂的方式分享其生活上的瑣事以及一些在工作時遇到的有趣事情，共連載12個月。
2001年3月，猿岩石與廣播員橫山雄二組成了新三人組合「KEN-JIN BAND」，並在同年10月27日推出新組合出道曲《Hungryman/dear》，之後也製作了兩張單曲，並在2004年兩次於TBS音樂節目《歌番》上登場，但三張單曲均未能在Oricon公信榜上取得名次。猿岩石解散後，有吉、橫山和劇團一人繼續組成樂隊，但再沒有推出新作品。

### 更名為「手裏劍三人組」
2001年4月，猿岩石在富士電視台節目《Presen Tiger》的企劃中提出兩個新名字，分別是「诺曼象」（なうまんぞう）和「手裏劍三人組」（手裏剣トリオ），最終「手裏劍三人組」成為了組合新名字。在猿岩石更名的那段期間，包括SUMMERS在內的多組藝人均取了新藝名或組合名稱，在改名後成功重獲人氣的例子也不少，然而猿岩石在改名後並未受到太大關注，也沒有新工作找上門，兩人最終於同年9月28日同一節目的「猿岩石再改名」企劃中宣布將名字更改回原本的「猿岩石」。

### 解散
2004年3月，由於兩人的事業方向出現分歧，有吉和森脇各自開始自己的生活，猿岩石隨之解散。

## 解散後成員動向
在組合解散後，兩人並未與對方保持固定聯絡的關係，多年來只在壽司店偶然再遇一次。
有吉弘行
有吉在解散後繼續以「針藝人」（ピン芸人，即一人活動的搞笑藝人）身份進行活動，同時也是節目《鴕鳥俱樂部》衍生的反應派搞笑藝人團體「龍兵會」成員。2004年6月，以「KEN-JIN BAND」名義發行新曲「火箭／勞動男人之歌」（ロケット／働クオトコノウタ）。
有吉目前仍活躍於演藝界，並擔任《有吉AKB共和國》等節目的主持人。
森脇和成
在組合解散後，森脇開始在一間小型生物科技公司「Scratch」（スクラッチ）中任職執行董事（專務取締役），並在2006年10月26日以「前搞笑組合藝人」身份出演了《毒舌糾察隊》，現場演唱《像白雲一樣》，獲旁觀的有吉讚賞「比以前唱得更好了」。2008年11月，森脇從任職的公司（當時已更名為，即ESP生物科技實驗室）辭職。2011年10月1日，一間鐘錶公司的社長在網誌透露森脇當前在該公司中任職。2015年森脇在節目上表示現為一間出入口公司的上班族。
2015年8月1日，加入經紀公司「辺見プロモーション」重回演藝圈。

## 出演
電視節目
- 前進！電波少年（日本電視台）
- 連續電視小說 天高氣爽（日语：天うらら）（NHK）
- 森田一義時間 笑一笑又何妨！（富士電視台、1997年4月－1998年9月）
- 帥呆了！（富士電視台）
- 語彙天國（日语：ボキャブラ天国）（富士電視台）
- 超次元計時炸彈（日语：超次元タイムボンバー）（朝日電視台）
- 極樂蜻蜓的跳踢女神（日语：極楽とんぼのとび蹴りヴィーナス）（朝日電視台）
- 擂台之魂（日语：リングの魂）（朝日電視台）
- 特捜TV！GABURINCHO（日语：!ガブリンチョ）（朝日電視台）
- 搞笑大挑戰（日语：内村プロデュース）（朝日電視台）
- KEN-JIN（日语：KEN-JIN）（中國放送）
- 猿岩石之橫斷日本 彈珠機信步旅（猿岩石の日本縦断 パチンコぶらり旅，SKY PerfecTV! ch.759 BiG Channel（日语：パチンコ★パチスロTV!）、2000年9月5日－2001年3月27日 09:30－09:55）
- DHC POP皮膚護理（DHC POPにスキンケア，MXTV、2000年10月2日－2001年3月26日 23:00－23:30）

電視劇
- 告白（日语：告白 (1997年のテレビドラマ)）（日本電視網、1997年）

電台節目
- 猿岩石之我們在旅途上學到的東西（猿岩石の僕らが旅で学んだこと，TBS廣播、1996年12月22日 26:00－27:00）[29]
- KADOKAWA電波雜誌（日语：KADOKAWA電波マガジン） 猿岩石之Walkers Radio（FM東京）
- 猿岩石之通宵日本（日语：オールナイトニッポン）（日本放送、1997年6月18日 25:00－27:00，只播出一晚的特別節目）

## 音樂作品

### 單曲
| ＃                   | 發售日         | 單曲名稱            | 日語原名         | Oricon週榜 | Oricon週榜 | 累計銷量 | 備註                                      |
| ＃                   | 發售日         | 單曲名稱            | 日語原名         | 最高排名   | 上榜次數   | 累計銷量 | 備註                                      |
| -------------------- | -------------- | ------------------- | ---------------- | ---------- | ---------- | -------- | ----------------------------------------- |
| 「猿岩石」名義       |                |                     |                  |            |            |          |                                           |
| 1                    | 1996年12月21日 | 像白雲一樣          |                  | 3          | 22         | 113.1萬  |                                           |
| 2                    | 1997年03月19日 | TSUKI               |                  | 4          | 11         | 41.4萬   |                                           |
| 3                    | 1997年05月08日 | 便利商店            |                  | 6          | 7          | 19.8萬   |                                           |
| 4                    | 1997年06月18日 | 你的青空            |                  | 5          | 6          | 13.0萬   | 「猿岩石 with VERSUS」名義                |
| 5                    | 1997年09月03日 | OEOEO!              |                  | 27         | 4          | 3.4萬    |                                           |
| 6                    | 1997年11月05日 | Christmas           | Christmas        | 19         | 4          | 4.3萬    |                                           |
| 7                    | 1998年02月04日 | 去見你              |                  | 37         | 2          | 1.6萬    |                                           |
| 8                    | 1998年03月18日 | 擁抱昨天之前的你    |                  | 41         | 2          | 1.1萬    |                                           |
| 9                    | 1998年06月24日 | 初戀                |                  | 37         | 1          | 0.7萬    |                                           |
| 10                   | 1999年01月01日 | My Revolution       | My Revolution    | 71         | 3          | 0.8萬    | 渡邊美里1986年單曲《My Revolution》的翻唱 |
| 「KEN-JIN BAND」名義 |                |                     |                  |            |            |          |                                           |
| 1                    | 2001年10月27日 | Hungryman / dear    | Hungryman / dear | －         | －         | －       |                                           |
| 2                    | 2002年05月25日 | 虹 / 你的左手       |                  | －         | －         | －       |                                           |
| 3                    | 2004年06月16日 | 火箭 / 勞動男人之歌 |                  | －         | －         | －       | 有吉單獨演唱                              |

### 專輯
| ＃             | 發售日         | 專輯名稱                      | 日語原名                      | Oricon週榜 | Oricon週榜 | 累計銷量 |
| ＃             | 發售日         | 專輯名稱                      | 日語原名                      | 最高排名   | 上榜次數   | 累計銷量 |
| -------------- | -------------- | ----------------------------- | ----------------------------- | ---------- | ---------- | -------- |
| 「猿岩石」名義 |                |                               |                               |            |            |          |
| 1              | 1997年09月03日 | 偶然                          |                               | 2          | 7          | 23.6萬   |
| 2              | 1998年04月01日 | 通信簿〜SARUGANSEKI SINGLES〜 | 通信簿〜SARUGANSEKI SINGLES〜 | 27         | 3          | 2.0萬    |
| 3              | 1999年02月20日 | 1986                          | 1986                          | －         | －         | －       |
| 4              | 2008年08月20日 | GOLDEN☆BEST 像白雲一樣 猿岩石 |                               | －         | －         | －       |

## 出版書籍
- 猿岩石日記
  - Part1：極限之亞洲篇 橫斷歐亞大陸順風車（極限のアジア編 ユーラシア大陸横断ヒッチハイク，角川書店、1998年） ISBN 4-8203-9627-7
  - Part2：怒濤之歐洲篇 橫斷歐亞大陸順風車（怒濤のヨーロッパ編 ユーラシア大陸横断ヒッチハイク，角川書店、1998年） ISBN 4-8203-9628-5
  - 猿岩石裏日記 橫斷歐亞大陸順風車（猿岩石裏日記 ユーラシア大陸横断ヒッチハイク，日本電視網、1996年） ISBN 4-8203-9640-4
- 猿岩石―藝能界生存之旅（猿岩石―芸能界サバイバルツアー，太田出版、1997年）ISBN 4-8723-3318-7
- Se猿岩石―猿岩石的家（シェ猿岩石―猿岩石のおうち，小学館、1997年）ISBN 4-0936-3561-7
- Ru・猿岩石―LuckyMonkey（ル・猿岩石―ラッキーモンキー，小学館、1997年）ISBN 4-0936-3562-5
- 猿岩石寫真日記「一生、遊玩卻想住下去」（猿岩石写真日記“一生、遊んで暮らしたい”，角川書店、1997年） ISBN 4-0485-2883-1

## 得獎
1997年
- 第34屆金箭獎（日语：ゴールデン・アロー賞）：話題獎[33]
- 第39屆日本唱片大獎：新人獎[2]
- 全日本有線放送大獎：新人獎[34]

2000年
- 朝日新聞社「1000年間日本大冒險、探險家讀者人氣投票」第9名[35]

## 延伸閱讀
- 《電波少年 最終回》（土屋敏男著、日本電視台出版） ISBN 4-8203-9790-7

## 外部連結
- 有吉 弘行
  - 有吉 弘行　公式プロフィール （页面存档备份，存于）
  - 有吉弘行的X（前Twitter）
  - 有吉弘行的Instagram帳戶
  - ラジオ 有吉弘行のSUNDAY NIGHT DREAMER （页面存档备份，存于） - JFN Online
  - 有吉弘行の部屋『聞き上手』 （页面存档备份，存于）
  - 有吉弘行の馬鹿だからブログやってます，存于
- 森脇 和成
  - 森脇和成的X（前Twitter）
  - YouTube上的森脇 TV頻道
  - 元猿岩石☆森脇君の施工日記 （页面存档备份，存于）（2007年4月開設、同8月より更新なし。リンク切れ）